# 布萊克利號驅逐艦 (DD-150)
布萊克利號驅逐艦（舷號DD-150）是一艘美國海軍建造的驅逐艦，為維克斯級驅逐艦的76號艦。她是美軍第二艘以布萊克利為名的軍艦，以紀念1812年戰爭時期的海軍軍官約翰斯頓·布萊克利（Johnston Blakeley）。
布萊克利號在1918年於克雷普父子造船廠開始建造，在同年下水，於1919年服役，其時第一次世界大戰已經結束。稍後布萊克利號留在大西洋執勤，並在1922年退役封存。1932年布萊克利號重返現役，在太平洋及大西洋之間作訓練用途，於1937年再次退役。第二次世界大戰爆發後，布萊克利號重新服役，並派往大西洋海域作中立巡航，護航商船。1942年布萊克利號在加勒比海巡航期間，遭德國潛艇U-156號攻擊重創，返國後美軍將泰勒號驅逐艦 (DD-94)的艦艏切割到布萊克利號以作替換。布萊克利號也是美國惟一一艘一次大戰時期的驅逐艦，於二戰遭魚雷攻擊後仍然倖存。復修後布萊克利號繼續在加勒比海執勤，於戰爭後期改為訓練艦。1945年布萊克利號退役除籍，並出售拆解。
布萊克利號在第二次世界大戰共獲一枚戰鬥之星。